# St. Michael (Kienberg)

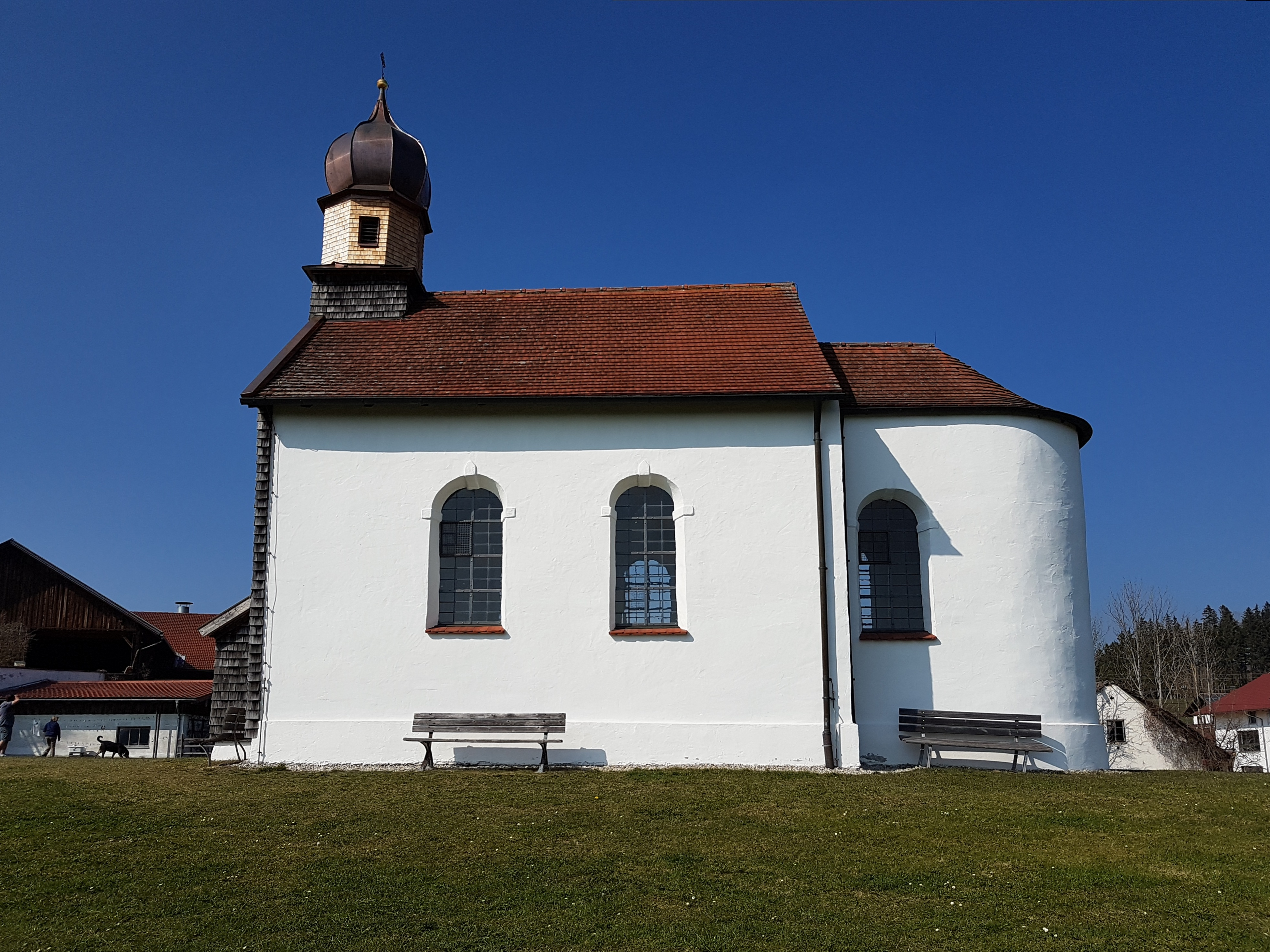
Kapelle St. Michael in Kienberg

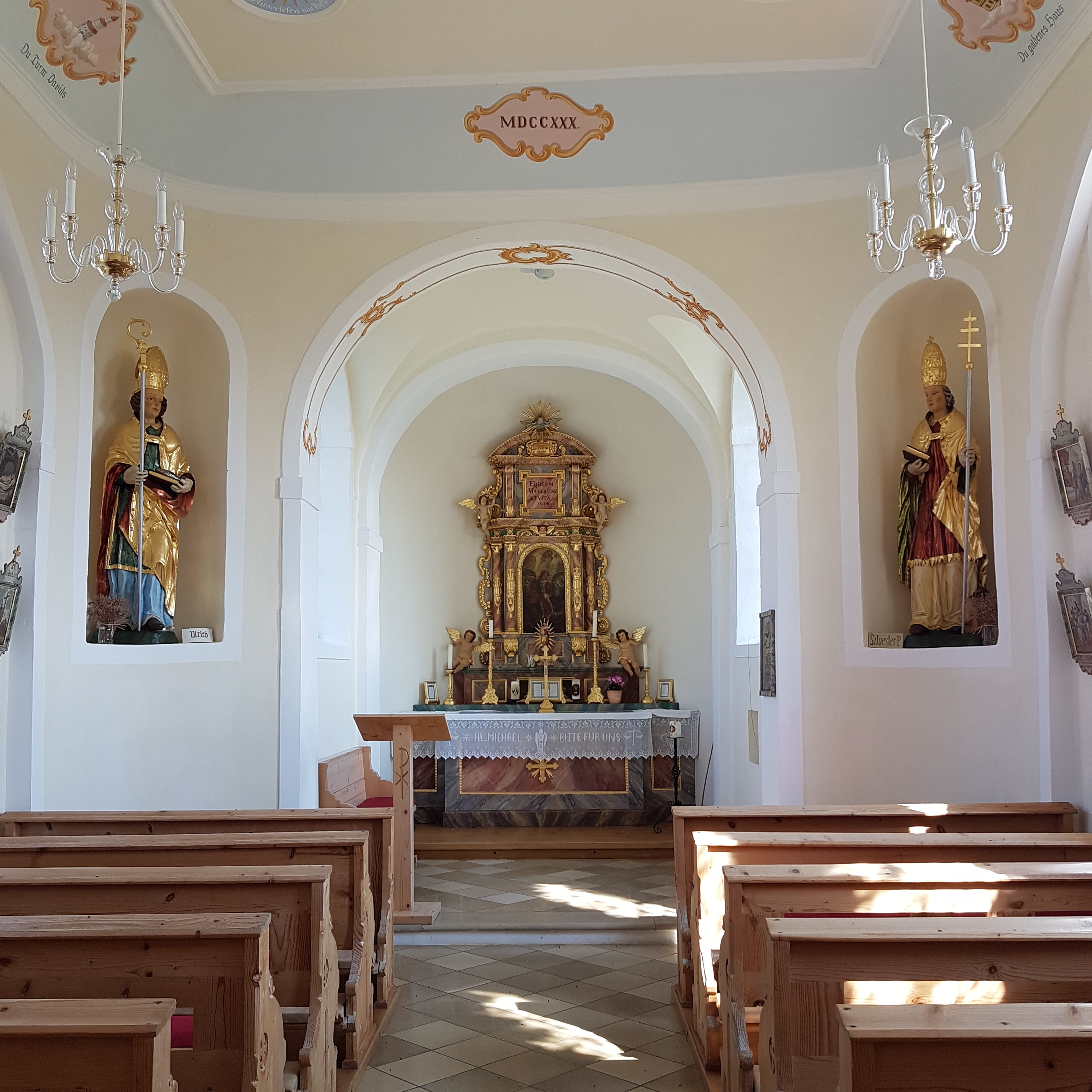
Innenansicht

Die katholische Kapelle St. Michael in Kienberg, einem Ortsteil der oberbayerischen Gemeinde Bernbeuren im Landkreis Weilheim-Schongau, wurde 1727 erbaut. Die Kapelle auf einer Anhöhe über dem Haslacher See ist ein geschütztes Baudenkmal.

## Geschichte
Im Jahr 1727 gaben die Besitzer Michael und Walburga Schilcher des daneben liegenden Hofes dem Baumeister Johann Georg Fischer den Auftrag zur Errichtung der Kapelle. Der Anlass zum Bau war, dem im Hofgebäude befindlichen Hausaltar einen würdigen Rahmen zu geben. Im Jahr 1953 ließen die damaligen Besitzer den Altar und die Heiligenfiguren durch Matthias Kraut restaurieren. Nach der Schenkung von Xaver Kaufmann an die Kirchenstiftung St. Vitus in Rettenbach im Jahr 1979 wurde die Kapelle, aufgrund schweren Schäden an der Bausubstanz, außen und innen grundlegend saniert und renoviert.

## Beschreibung
Der barocke Saalbau mit stark eingezogener Apsis besitzt über dem Westgiebel einen Dachreiter mit Oktogon und Zwiebelhaube.

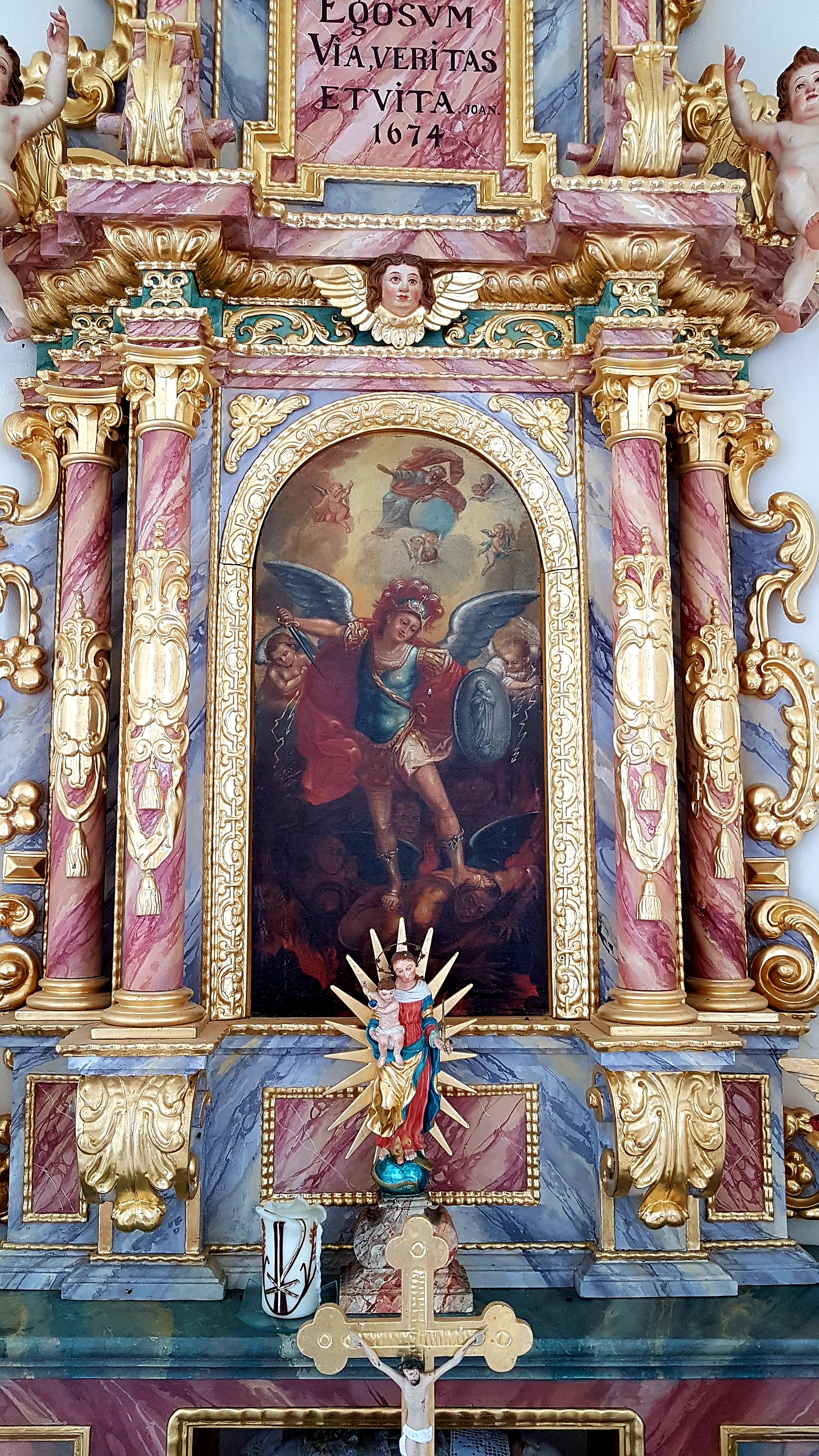
Detail des Altars

Im Innern ist die dem Erzengel Michael geweihte Kapelle flachgewölbt; das Langhaus besitzt abgerundete Ecken.
Der im Kapellenraum zierlich wirkende aus Tirol stammende Altar aus dem Jahr 1674 besitzt ein, nach einem Vorbild Guido Renis, von Bernhard Ramis um 1730 gemaltes Altarblatt mit der Darstellung Höllensturz Luzifers durch Erzengel Michael. Das Langhausfresko Mariä Himmelfahrt wurde in den 1720er Jahren durch den großen schwäbischen Freskant Johann Baptist Heel geschaffen. Weiter erwähnenswert sind die Nischenfiguren aus der ersten Hälfte des 18. Jahrhunderts an den abgerundeten Ecken und die Kreuzwegbilder von 1770.